# Ковалівський район (Полтавська округа)
Ковалі́вський райо́н — адміністративно-територіальна одиниця УСРР з центром у с. Ковалівка, утворена 7 березня 1923 у складі Полтавської округи з Ковалівської, Дейкалівської, Борківської і Кирило-Ганнівської волостей Зіньківського повіту Полтавської губернії загальною площею 549 верст² і з населенням 34 914 осіб.
У новоствореному районі замість 22 колишніх сільрад утворено 10 нових: Артелярщинська, Бірківська, Воскобійниківська, Дейкалівська, Загрунівська, Кирило-Ганнівська, Ковалівська, Новоселівська, Покровська (с. Покровське), Човно-Федорівська. Станом 7 вересня 1923 район налічував 37 283 жителі. 
3 червня 1925 року Ковалівський район було розформовано. Основна причина ліквідації — економічна маломіцність і невелика чисельність населення району.